# Pterolebias longipinnis
Pterolebias longipinnis es un pez de la familia de los rivulinos en el orden de los ciprinodontiformes.

## Morfología
Los machos pueden alcanzar los 12 cm de longitud total.
los machos tienen la aleta inferior intermedia como los escalares, en punta, y la mitad inferior naranja flúor y aletas más largas , incluso note que la aleta anal del macho termina en rojo y la de las hembras son amarillas o naranja y más cortas

## Distribución geográfica
Se encuentran en Sudamérica: desde Brasil hasta el norte de Argentina.